# Pilikwe
Pilikwe – wieś w Botswanie w dystrykcie Central. Według spisu ludności z 2011 roku wieś liczyła 1282 mieszkańców.